# Todos Santos Cuchumatán
Todos Santos Cuchumatán (Todos Santos: en honor al día de Todos los Santos) es un municipio del departamento de Huehuetenango, en la República de Guatemala. Está situado en la sierra de los Cuchumatanes a un altura que oscila entre los 3.100 m del altiplano y los 1.500 m de las zonas más bajas del río Limón. San Martín Cuchumatán, la segunda localidad en importancia del municipio, se halla en la zona más baja del río Limón, corazón agrícola del valle con productos como la patata, el brócoli y el café, que se cultiva en las zonas inferiores.

## Demografía
El municipio tiene una extensión de aproximadamente 269 km² y una población de unos 39.638 habitantes proyectados al año 2022, la mayoría de ellos de la etnia mam. 
Los habitantes de Todos Santos pertenecen a la etnia mam, que formó un pequeño reino en la América prehispánica en esta región, con capital en Zaculeu, cerca de Huehuetenango. Los mames hablan el idioma mam, una lengua maya que, con variantes, se extiende por los departamentos de Quetzaltenango y San Marcos, en Guatemala, y Chiapas, en el sur de México, y es hablado por cerca de medio millón de personas.

## División política
Está formado por el pueblo de Todos Santos Cuchumatán, a 2.500 m en el valle del río Limón, seis aldeas y sesenta y nueve comunidades rurales, llamadas caseríos, parajes y cantones. Muchos de ellos se encuentran en el altiplano, por encima de 3.000 m de altitud.

## Geografía física

### Clima
Las temperaturas oscilan entre los cero grados del altiplano y los 30 °C en San Martín. Las precipitaciones son abundantes en la época lluviosa, entre abril y noviembre, y probablemente superan los 3.000 mm anuales, aunque no existen mediciones fiables y hay zonas más húmedas que otras. La vegetación natural es el bosque de ciprés, abeto, pino y encina de hoja grande, pero ha sido talado en su mayor parte.

## Gobierno municipal
Los municipios se encuentran regulados en diversas leyes de la República, que establecen su forma de organización, lo relativo a la conformación de sus órganos administrativos y los tributos destinados para los mismos.  Aunque se trata de entidades autónomas, se encuentran sujetos a la legislación nacional y las principales leyes que los rigen desde 1985 son:
| N.º | Ley                                                | Descripción |
| --- | -------------------------------------------------- | --- |
| 1   | Constitución Política de la República de Guatemala | Tiene una regulación legal específica para los municipios en los artículos 253 al 262. |
| 2   | Ley Electoral y de Partidos Políticos              | Ley de carácter constitucional aplicable a los municipios en el tema de la conformación de sus autoridades electas. |
| 3   | Código Municipal                                   | Decreto 12-2002 del Congreso de la República de Guatemala. Tiene la categoría de ley ordinaria y contiene preceptos generales aplicables a todos los municipios, e inclusive contiene legislación referente a la creación de los municipios.             |
| 4   | Ley de Servicio Municipal                          | Decreto 1-87 del Congreso de la República de Guatemala. Regula las relaciones entra la municipalidad y los servidores públicos en materia laboral. Tiene su base constitucional en el artículo 262 de la constitución que ordena la emisión de la misma. |
| 5   | Ley General de Descentralización                   | Decreto 14-2002 del Congreso de la República de Guatemala. Regula el deber constitucional del Estado, y por ende del municipio, de promover y aplicar la descentralización y desconcentración económica y administrativa.                                |

El gobierno de los municipios está a cargo de un Concejo Municipal mientras que el código municipal —ley ordinaria que contiene disposiciones que se aplican a todos los municipios— establece que «el concejo municipal es el órgano colegiado superior de deliberación y de decisión de los asuntos municipales […] y tiene su sede en la circunscripción de la cabecera municipal»; el artículo 33 del mencionado código establece que «[le] corresponde con exclusividad al concejo municipal el ejercicio del gobierno del municipio».
El concejo municipal se integra con el alcalde, los síndicos y concejales, electos directamente por sufragio universal y secreto para un período de cuatro años, pudiendo ser reelectos.
Existen también las Alcaldías Auxiliares, los Comités Comunitarios de Desarrollo (COCODE), el Comité Municipal del Desarrollo (COMUDE), las asociaciones culturales y las comisiones de trabajo. Los alcaldes auxiliares son elegidos por las comunidades de acuerdo a sus principios y tradiciones, y se reúnen con el alcalde municipal el primer domingo de cada mes, mientras que los Comités Comunitarios de Desarrollo y el Comité Municipal de Desarrollo organizan y facilitan la participación de las comunidades priorizando necesidades y problemas.
Los alcaldes que ha habido en el municipio son:
- 2012-2016: Andrés Mendoza Cano[4]

## Historia
Hay evidencias arqueológicas que demuestran que la sierra de los Cuchumatanes estaba poblada en 1500 a. C. 

### Fundación de la encomienda

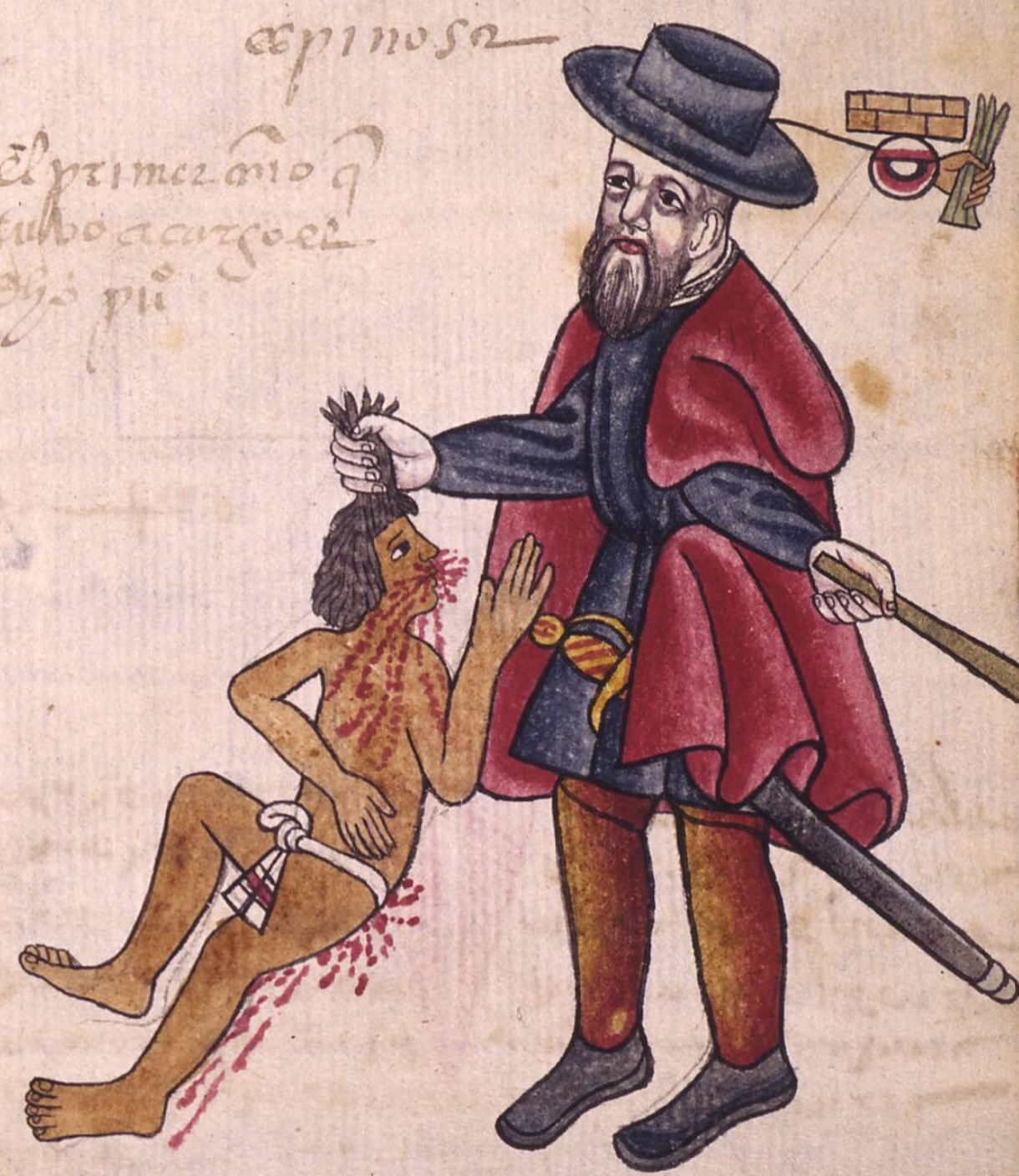
Códice Kingsborough: un encomendero abusa de un indígena. Copia del italiano Agostino Aglio 1825-1826, para Lord Kingsborough.

En el siglo xvi aparecen en la historia los mames formando un ejército de unos ocho mil hombres que ayudan a la defensa de Zaculeu, encabezados por Kaibil Balam. Proceden de los pueblos que hoy se conocen como San Martín, Santiago Chimaltenango, San Juan Atitán y Todos Santos Cuchumatán. En 1525, cae Zaculeu y los españoles dominan toda la región. 
Después de la conquista del altiplano guatemalteco en 1525, se inició la etapa de fundación de encomiendas, para lo que se aglutinaban a las personas que acompañaban a los españoles con encomiendas o a algunas poblaciones dispersas que habían huido de la ocupación.  En algunas ocasiones se aglutinaban a personas hablantes de un mismo idioma o simplemente eran traídos de otros lugares para formar los nuevos poblados. Las fundaciones fueron ordenadas en 1538 a instancias del Obispo Francisco Marroquín por cédula que tuvo que reiterarse en 1541. El Oidor Juan Rogel Vásquez fue enviado por la Audiencia para hacer realidad la fundación de pueblos, encomendando este a los religiosos de las órdenes regulares conocedores de los idiomas indígenas para dirigir la reducción, centrando su atención en las cabeceras de los señoríos.
Las encomiendas no solamente organizaban a la población indígena como mano de obra forzada sino que era una manera de recompensar a aquellos españoles que se habían distinguido por sus servicios y de asegurar el establecimiento de una población española en las tierras recién descubiertas y conquistadas.  También servían como centro de culturización y de evangelización obligatoria pues los indígenas eran reagrupados por los encomenderos en pueblos llamados «Doctrinas», donde debían trabajar y recibir la enseñanza de la doctrina cristiana a cargo de religiosos de las órdenes regulares, y encargarse también de la manutención de los frailes.
Así pues, Todos Santos se convirtió en la encomienda de Cuchatlán, entregada en 1528 a Marcos Ruiz y desde 1549 a sus hijos, quienes recibían cada año un modesto tributo en maíz y gallinas.

### Doctrina mercedaria

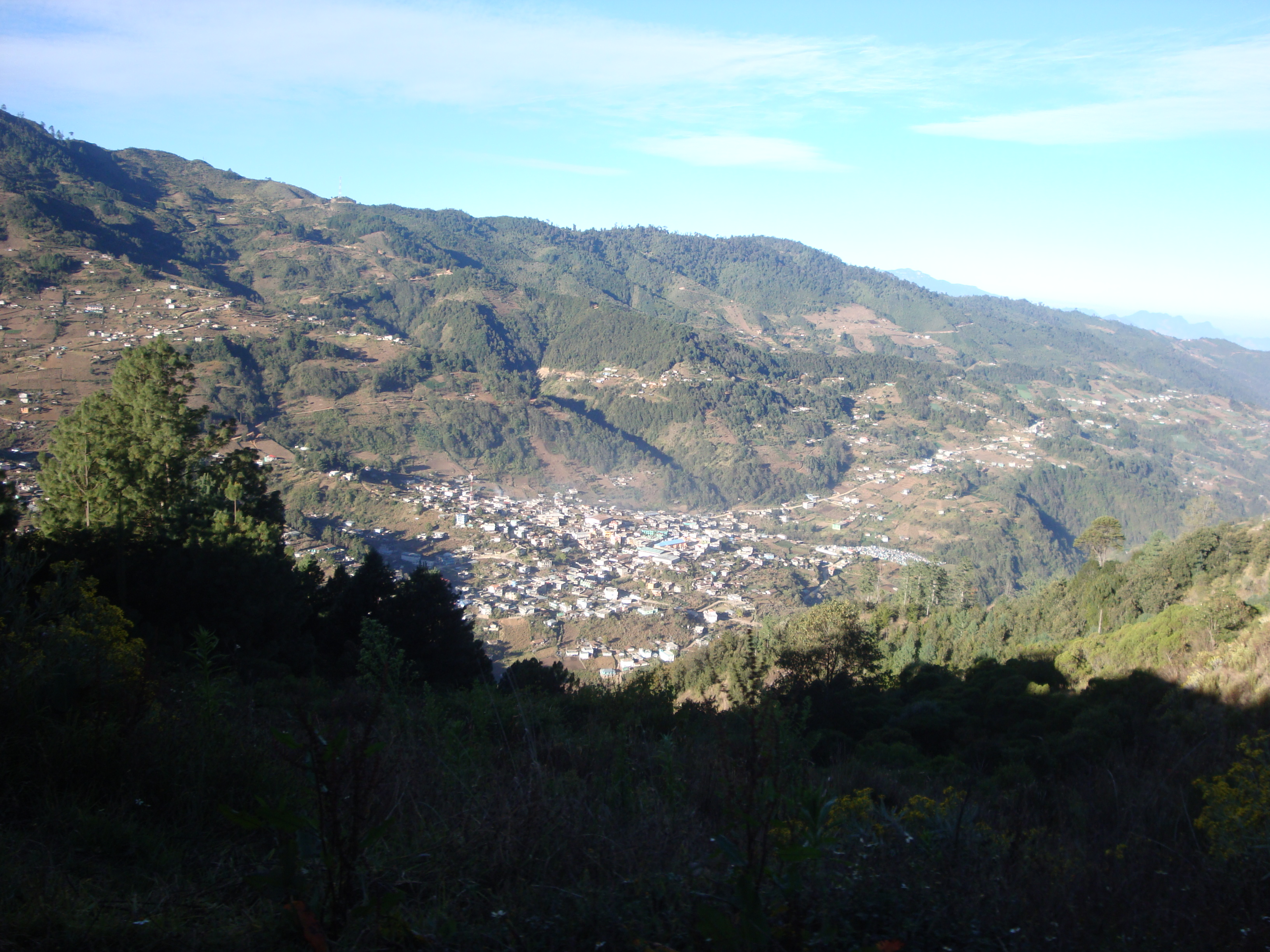
Pueblo de Todos Santos Cuchumatán visto desde el Cerro Tuicoj

En 1540, los misioneros dominicos se encargaron de las reducciones o doctrinas en el territorio huehueteco; en 1549 se realiza la reducción de los pueblos de la sierra. En 1600, Todos Santos dependía del convento de Cuilco, atendido por los misioneros de la orden de Nuestra Señora de la Merced. Por esa época, los municipios más grandes apenas tenían 20 casas y según la relación del obispo Juan de las Cabezas en 1613 y las actas de visita pastoral del arzobispo Pedro Cortés y Larraz en 1770, los mercedarios llegaron a tener a su cargo nueve doctrinas que eran: Santa Ana de Malacatán, Concepción de Huehuetenango, San Pedro de Solomá, Nuestra Señora de la Purificación de Jacaltenango, Nuestra Señora de la Candelaria de Chiantla, San Andrés de Cuilco, Santiago de Tejutla, San Pedro de Sacatepéquez, y San Juan de Ostuncalco.
En 1754, debido a las reformas borbónicas impulsadas por la Corona española, los mercedarios y el resto del clero regular tuvieron que transferir sus doctrinas y curatos al clero secular, por lo que la orden perdió su doctrina en Cuilco y en Todos Santos.
En 1797, el pueblo de Todos Santos tiene 827 habitantes, los cuales se dedican a la cría de ovejas y a la venta de lana. Cultivan maíz, frijol, habas y chile. Se cita en la Descripción de la provincia de Totonicapán, de Domingo Hidalgo, como un pueblo frío, situado en la cañada de los Cuchumatanes.

### Tras la Independencia de Centroamérica
Tras la Independencia de Centroamérica, la constitución política del Estado de Guatemala decretada el 11 de octubre de 1825 dividió al Estado en once distritos para la impartición de justicia; de esta cuenta, Todos Santos y San Martín eran parte del circuito de Huehuetenango en el distrito N.º 9 (Totonicapán) junto con Huehuetenango, Chiantla, Nectá y Usumacinta,  Chalchitán, la Cordillera, Moscoso, Aguacatán, el Trapichillo, Guaylá, Colotenango, San Ildefonso Ixtahuacán, Ichil, Santa Bárbara, Malacatán, San Ramón, San Lorenzo, Santa Isabel, San Sebastián, San Juan Atitán y Santiago Chimaltenango.

### El efímero Estado de Los Altos

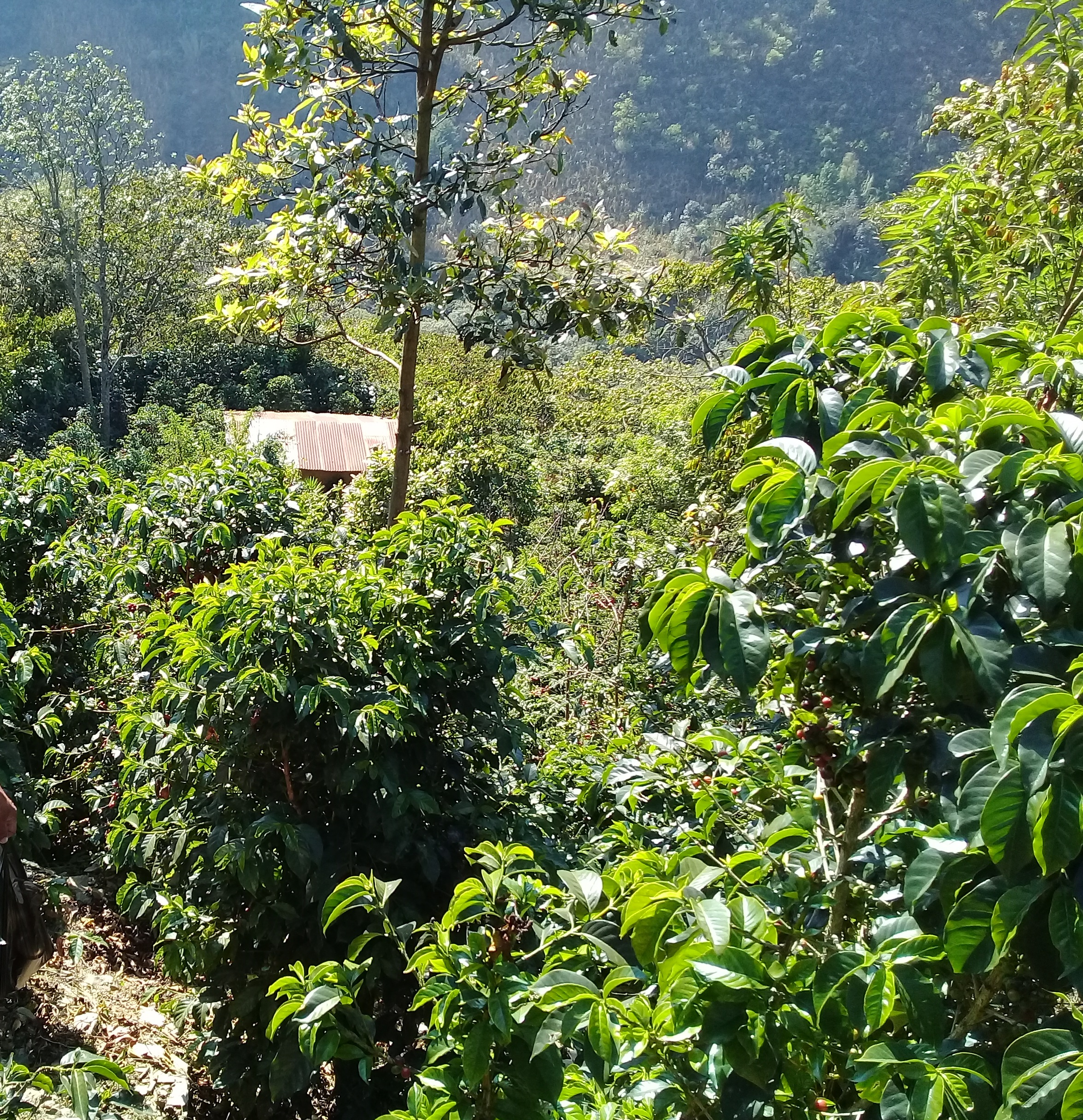
Café en Producción

A partir del 3 de abril de 1838, el poblado de Todos Santos fue parte de la región que formó el efímero Estado de Los Altos y que forzó a que el Estado de Guatemala se reorganizara en siete departamentos y dos distritos independientes el 12 de septiembre de 1839:
- Departamentos: Chimaltenango, Chiquimula, Escuintla, Guatemala, Mita, Sacatepéquez, y Verapaz
- Distritos: Izabal y Petén[13]

La región occidental de la actual Guatemala había mostrado intenciones de obtener mayor autonomía con respecto a las autoridades de la ciudad de Guatemala desde la época colonial, pues los criollos de la localidad consideraban que los criollos capitalinos que tenían el monopolio comercial con España no les daban un trato justo.  Pero este intento de secesión fue aplastado por el general Rafael Carrera, quien reintegró al Estado de Los Altos al Estado de Guatemala en 1840.

### Linchamiento de ciudadano japonés en 2000
En 2000 ocurrió un linchamiento de un turista japonés, que se encontraba en el lugar equivocado, en el momento equivocado.  En esos días, circulaban fuertes rumores de que había bandas criminales que se dedicaban al secuestro de niños para la extracción de sus órganos vitales, lo cual tenía muy alterados a los vecinos.  Durante una visita de turistas japoneses, alguien acusó a uno de ellos de ser el responsable de los secuestros pues lo vieron tomando fotografías de niños y esto provocó una violenta reacción de la comunidad que resultó en la muerte del turista y del piloto de uno de los buses en donde arribaron los japoneses. Por lo que el pueblo de Todos Santos Cuchumátan le pide disculpas al país de Japón por la malversación de información en esa época. Tal época en la que nuestra gente era fácil de manipular, por la falta de educación y el acceso a la información.

## Economía
Puesto que la producción principal es la agricultura; es un municipio donde toda la población se dedica a la siembra de una diversidad de cultivos tales como: café, papa, repollo, coliflor, zanahoria, milpa, etc., la altitud y el clima son determinantes. La mayor parte de la región es territorio calizo, salvo la zona noroccidental, que linda con San Juan Atitán, que es terreno volcánico. El municipio está formado por un altiplano calcáreo, por encima de los 3.000 metros, de clima frío, cuyo núcleo de población principal es Chichim. Aquí, la población es dispersa, son corrientes los rebaños de ovejas o vacas y la manera de desplazarse es a caballo. El cultivo más importante en esta zona es la siembra de papa. 
Al norte, se abre la garganta del río Limón, donde se encuentran Todos Santos, a 2.500 m de altitud, y San Martín, a 1.800 m, ya en tierra cálida. Hasta los 2.000 m, el cultivo tradicional es el maíz y café, intercalado con los frijoles o judías y las calabazas, debido al clima extraordinario para este tipo de cultivo; pero se ha sustituido en gran medida por un cultivo industrial, el brócoli, que se exporta a los Estados Unidos por parte de algunas Instituciones.
En tierra caliente se cultiva café, que también se exporta.  

## Feria titular
Todos Santos ha mantenido vivas sus tradiciones y la carrera de caballos del 1 de noviembre es una de ellas, llamada «Carrera de Gallos».en   Mam SKECH KOYA
El origen de la carrera de caballos del 1 de noviembre es ambiguo. Podría ser la celebración del triunfo de un grupo de los '''Mam''' que tomaron caballos y escaparon de los españoles.

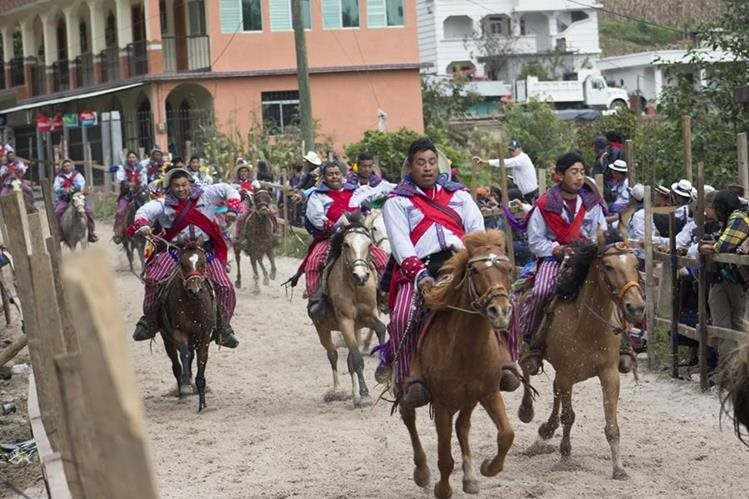
feria titular 1 de noviembre

También existe otra teoría que indica que esta tradición podría estar relacionada con el rito de la purificación del suelo, ya que los participantes sacrifican GALLOS y derraman su sangre. Ahora bien, no es una competencia; la gente cabalga por diversión y tradición, lo que a veces confunde a los visitantes. Los jinetes se visten con plumas, listones en el sombrero; banda rojo cruzando el pecho y la espalda con un pañuelo grande que cubre todo el hombro y pañuelos rojo en la punta de la manga de sus camisas y sobre pantalón, y corren la longitud de una pista de cien metros (ida y vuelta), durante todo el día.

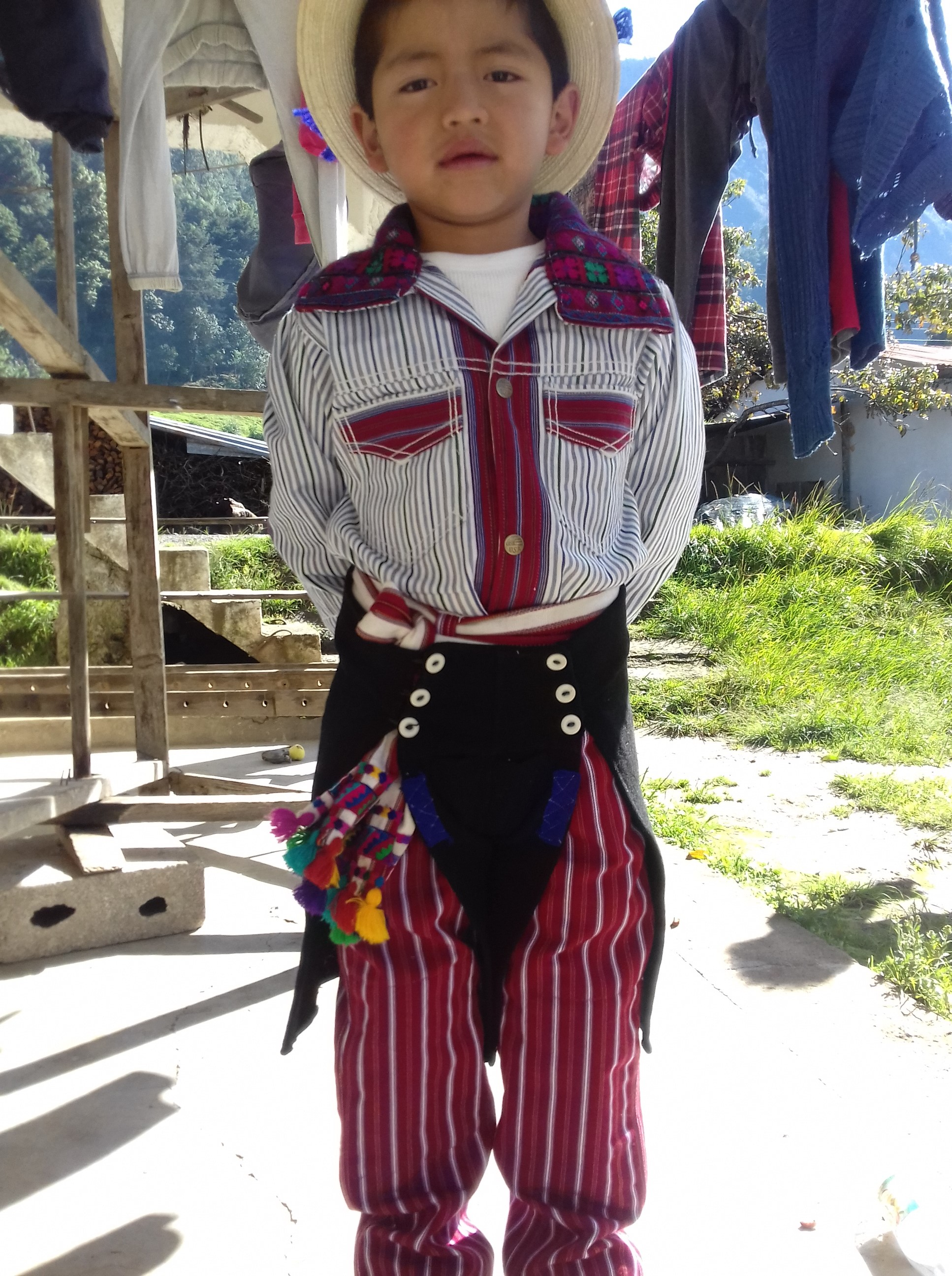
Todos Santos Cuchumatán

## Traje típico
La población de Todos Santos ha conservado el traje en un 100% ya que los padres instruyen a sus hijos desde su nacimiento a usarla de manera que se sienten orgullosos de su pueblo y al mantener el traje los diferencia de toda la población Guatemalteca y hasta el momento la mujer todosantera ha ido modernizando los bordados de cada traje, utilizando los colores representativos del pueblo, como también las autoridades, las escuelas y las entidades que forman este municipio instan a los habitantes a sentirse orgullosos de sus raíces y es de esa manera que la población no ha perdido la costumbre y han mantenido con orgullo el traje, y de esa manera han conservado la misma.

## Ciudadanos notables
- José Ernesto Monzón, compositor